# 市民廣場站 (日本)
市民廣場站（日语：／ Shimin-Hiroba eki */?）是一個位於日本兵庫縣神戶市中央區港島中町六丁目（港灣人工島1期地區），屬於神戶新交通港灣人工島線（Port Liner）的鐵路車站。車站編號為P06。由於位於神戶會議中心而帶有副站名「會議中心」。

## 車站構造
對向式月台2面2線的高架車站。下行線神戶機場方設有轉轍器，上行線不設轉轍器與絕對信號機，故分類為停留所。一部分時段在站員駐守。
站舍2樓為大堂，3樓為月台。閘內設有升降機、扶手電梯、AED等。閘外設有多用途廁所、儲物櫃。車站北側設有升降機，車站西側設有扶手電梯。
開業當初只有現時2號月台（當時沒有月台編號）的單向1面1線，只限往北埠頭方向（導覽為往三宮）的單方向通行。神戶機場延伸工程後複線化，增設現時的1號月台。

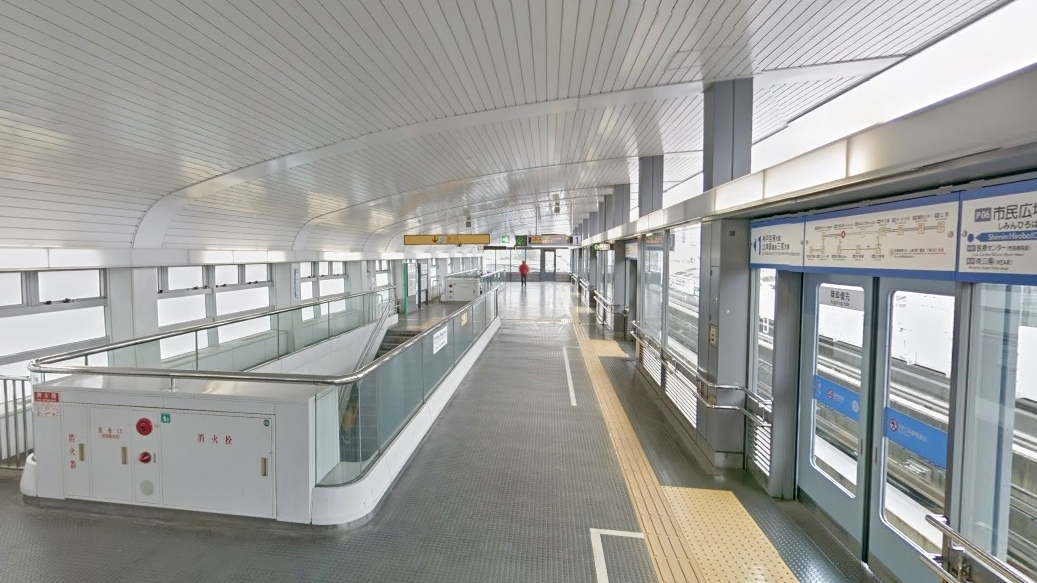
1號月台
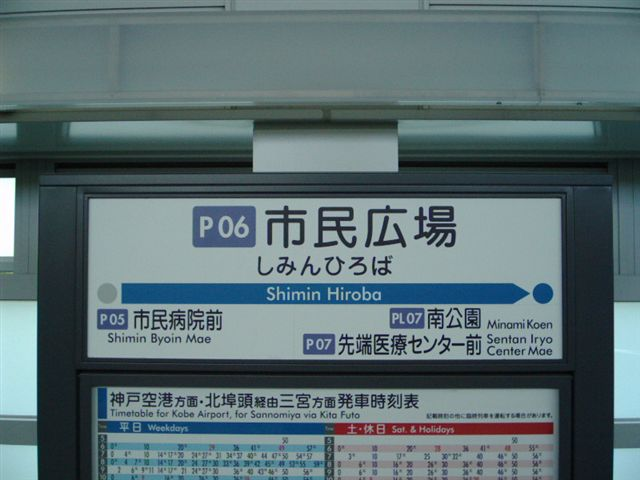
舊站名牌
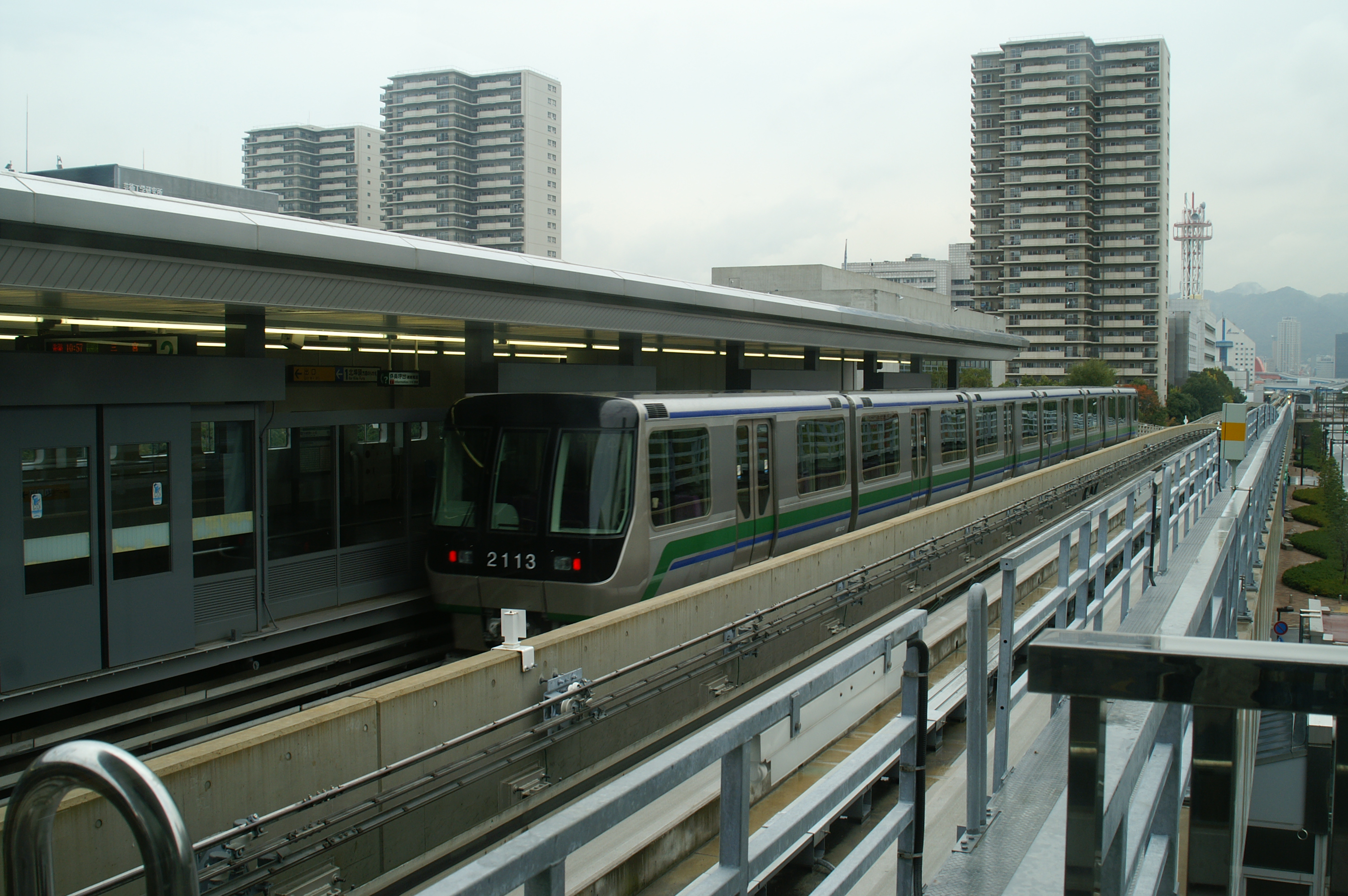
2號月台開出的2000型（日语：神戸新交通2000型電車）

### 月台配置
| 1 | 神戶機場方向、途經北埠頭往三宮方向 |
| 2 | 三宮方向（神戶機場方向開抵）       |

## 使用情況
2019年（令和元年）度1日平均上車人次為7,404人，在神戶新交通車站當中排行第5位，港灣人工島線當中次於三宮站、港島站排行第3位。世界紀念廳等車站周邊設施舉辦大型活動時會非常擁擠，甚至需要出入管制。預計此站擁擠時，事前會先行在車內廣播。
1989年（平成元年）以後各年度1日平均上車人次推移如下表。
| 年度               | 1日平均 上車人次 |
| ------------------ | ---------------- |
| 1989年（平成元年） | 6,677            |
| 1990年（平成02年） | 6,299            |
| 1991年（平成03年） | 4,997            |
| 1992年（平成04年） | 5,120            |
| 1993年（平成05年） | 5,575            |
| 1994年（平成06年） | 5,402            |
| 1995年（平成07年） | 4,236            |
| 1996年（平成08年） | 4,839            |
| 1997年（平成09年） | 4,238            |
| 1998年（平成10年） | 3,953            |
| 1999年（平成11年） | 3,825            |
| 2000年（平成12年） | 3,760            |
| 2001年（平成13年） | 3,616            |
| 2002年（平成14年） | 3,493            |
| 2003年（平成15年） | 3,482            |
| 2004年（平成16年） | 3,464            |
| 2005年（平成17年） | 3,802            |
| 2006年（平成18年） | 4,882            |
| 2007年（平成19年） | 5,386            |
| 2008年（平成20年） | 5,475            |
| 2009年（平成21年） | 5,230            |
| 2010年（平成22年） | 5,657            |
| 2011年（平成23年） | 5,797            |
| 2012年（平成24年） | 6,175            |
| 2013年（平成25年） | 6,395            |
| 2014年（平成26年） | 6,581            |
| 2015年（平成27年） | 7,213            |
| 2016年（平成28年） | 7,271            |
| 2017年（平成29年） | 7,274            |
| 2018年（平成30年） | 7,822            |
| 2019年（令和元年） | 7,404            |

## 相鄰車站
神戶新交通
港灣人工島線
（神戶機場到發）
港島（P05）－市民廣場（P06）－醫療中心（P07）
（往北埠頭方向）
港島（P05） → 市民廣場（P06） → 南公園（PL07）

## 外部連結
- 市民廣場站 （页面存档备份，存于） - 神戶新交通